# قره‌جال‌لی (خاچماز)
قره‌جال‌لی (به لاتین: Qaracallı یا قره‌جل‌لی Qaracəlli) یک منطقه مسکونی در جمهوری آذربایجان است که در شهرستان خاچماز واقع شده است.